# 少女リバース
『少女リバース』（しょうじょリバース、朝: 소녀_리버스）は、カカオエンターテインメントが制作した韓国初のバーチャルガールズグループ・デビューサバイバル番組。日本ではABEMAにて独占配信。

## 概要
現役ガールグループのメンバー30人が、5人組ガールグループになるために参加するサバイバルオーディションプログラム。

## 略歴

### 2022年
10月6日、カカオエンターテイメントを通じて11月28日公開を発表した。
10月12日、参加者30人の自己紹介映像が公開された。
10月24日、ティーザーが公開され、24日から30日まで視聴者が応援するバーチャルキャラクターに投票できる予選投票がカカオページを通じて行われた。
11月26日、テーマ曲である「I Promise」の動画がMMA 2022で上映され、音源も同日に公開された。
11月28日、初回の公開を予定していたが、一部のクリエイターとコンテンツ制作や放送出力などの著作権の交渉がまとまらないため番組が無期限延期になり、公式映像および掲載文の全てが非公開となった。
12月22日、公開日を1月2日に確定し、非公開にされていた映像および掲載文が公開された。

### 2023年
1月2日、放送開始。
3月6日、決勝戦でグループ名「FE:VERSE」が発表され、最終デビューメンバーはクォン・ウンビ、オ・ハヨン、ルダ、ヒジン、スビンで正式デビューする。
4月24日から29日までメンバーのコンセプトフォトが公開された。
5月2日、『CHO』トラックリストとMVティザーが公開された。
5月2日から6日にかけてメンバー情報が公開される。
5月8日、ミニショーケース「CHO MINI CONCERT」を開催する。
5月9日、『CHO』の音源販売とMVが公開された。
9月25日、『CHO』の日本語版が公開された。
9月26日、『JAPAN 1st ALBUM ＜CHO -Japanese ver.-＞』が発売された。

## 用語解説
異世界W
少女達が召喚される仮想世界。
少女V
アイドルを夢見る仮想世界の少女。
少女X
現実世界のアイドル。再びステージに立ちたいと願っている。
ワォッチャー
少女達をデビューに導く水先案内人。
ラバース
少女Vを応援する視聴者。

## 出演者

### ワォッチャー
- Boom（英語版）
- パダ（英語版）（元S.E.S.）
- Aiki（朝鮮語版）
- ペンス

### ゲスト
- APOKI[2]
- キム・スビン[3]
- イ・ミンヒョク[4]

### 参加者
PR動画をもとに参加者同士で相互評価した際の順位

『◇』はダイヤ
| 順位 | 等級 | キャラクター   | 演者         | グループ      | 特徴 | PR動画  |
| ---- | ---- | -------------- | ------------ | ------------- | --- | ------- |
| 1    | ◇    | ひきこもり     | ボラ         | Cherry Bullet | 部屋のすみっこで遊ぶのが一番好き 異世界Wには最後に到着した                                                       | YouTube |
| 2    | ◇    | ガオ           | ルダ         | WJSN          | レッサーパンダを飼っている 栗食パン工場を造るのが夢 キュートでセクターで尻尾がある                               | YouTube |
| 3    | ◇    | セラ           | マンデー     | Weeekly       | 氷星から来たフィギアスケーター 17歳                                                                              | YouTube |
| 4    | ◇    | リエン         | ヒジン       | LOONA         | 300光年離れた 恒星Glies-832C初の生命体 ももかの初めての友達 「もう一度」が口癖の努力家 二番目に異世界Wに到着した | YouTube |
| 5    | ◇    | ファウィザー   | Hezz         | 元SONAMOO     | 亡国の女王 | YouTube |
| 6    | 金   | チア           | チェイン     | PURPLE KISS   | 実家はLAでチキン事業を展開                                                                                       | YouTube |
| 7    | 金   | ジュエル       | イヨン       | BVNDIT        | 月から来た堕天使                                                                                                 | YouTube |
| 8    | 金   | ジャル         | スンウン     | BVNDIT        | 魔女の世界から来た431歳の魔女 「ダーリン」が口癖                                                                 | YouTube |
| 9    | 金   | チェリー       | イ・スジョン | 元LOVELYZ     | 引っ込み思案 料理が得意                                                                                          | YouTube |
| 10   | 金   | ももか         | ドファ       | AOA           | 漫画生まれの朗らかガール リエンの初めての友達 一番最初に異世界Wに到着した                                        | YouTube |
| 11   | 金   | ウォッチ       | エリー       | Weki Meki     | 時間の星から訪れたシャイな少女                                                                                   | YouTube |
| 12   | 金   | ぷわにゃん     | オリビアヘ   | LOONA         | けだるい表情が魅力のアンニュイ猫 お金持ちが住む にゃんこ星出身                                                   | YouTube |
| 13   | 銀   | カカオ姫       | ジェヒ       | Weeekly       | 高貴かつラブリー                                                                                                 | YouTube |
| 14   | 銀   | チャドド       | イェリン     | 元GFRIEND     | インフルエンサー                                                                                                 | YouTube |
| 15   | 銀   | ニモ           | ヘユン       | Cherry Bullet | 人になったばかりの愛らしい魚 「テヘッ」が口癖                                                                    | YouTube |
| 16   | 銀   | エニコール     | I.L          | IRRIS         | 失恋を３回した 主食はワイン                                                                                      | YouTube |
| 17   | 銀   | ハイル         | スユン       | Rocket Punch  | 太古のSNSから解き放たれた少女                                                                                    | YouTube |
| 18   | 銀   | モツ番長       | オーロラ     | NATURE        | 地球征服を目論んでいる                                                                                           | YouTube |
| 19   | 銀   | キャサリン     | ロハ         | NATURE        | ダンスが上手い PR動画では、VR機器の反応が追い付くよう振り付けを工夫した                                          | YouTube |
| 20   | 銀   | たあこ         | ウンビ       | 元IZ*ONE      | 深い海出身 アイドルを目指す１歳 決して へこたれない                                                              | YouTube |
| 21   | 銅   | チョン・ホラン | イェイン     | 元LOVELYZ     | 釜山特別市出身の文学少女                                                                                         | YouTube |
| 22   | 銅   | ラスカル       | ソンソン     | TRI.BE        | 流星高校放送部長                                                                                                 | YouTube |
| 23   | 銅   | ドーパミン     | ヘイン       | LABOUM        | 前職は国民的イベントMC エネルギー過多                                                                            | YouTube |
| 24   | 銅   | ルビー         | スアン       | PURPLE KISS   | サンタ村の寂しいトナカイ少女                                                                                     | YouTube |
| 25   | 銅   | ニケナ         | ナヨン       | 元PRISTIN     | 勝利の経験がない勝利の女神 ２年間カラオケで実力を磨いた                                                          | YouTube |
| 26   | 銅   | 黒まめ         | ハヨン       | Apink         | 五穀ガールズの末っ子 デビュー11日目                                                                              | YouTube |
| 27   | 銅   | キム・セレナ   | スビン       | WJSN          | 江原道に32坪のマンションを所有 趣味は株式投資                                                                    | YouTube |
| 28   | 銅   | バリム         | ナダ         | 元WA$$UP      | 清純派アイドルを目指しているが、ヒップホップ感が隠せない                                                         | YouTube |
| 29   | 銅   | キキ           | ミレ         | TRI.BE        | H-A H-A LANDダンス大会１位                                                                                       | YouTube |
| 30   | 銅   | ローズ         | ジュリ       | Rocket Punch  | 美女と野獣のハーフ                                                                                               | YouTube |

## デビューまでの道のり

### １対１デスマッチ
| 順番 | 対戦者         | 楽曲                                                                   | 結果 | 公式動画 |
| ---- | -------------- | ---------------------------------------------------------------------- | ---- | -------- |
| 1    | ジャル         | JAMIE『Stay Beautiful』 チョンハ『Snapping』                           |      | YouTube  |
| 1    | ローズ         | SHAUN(feat. Conor Maynard)『Way Back Home』 IZ*ONE『La Vie en Rose』   | 〇   | YouTube  |
| 2    | チェリー       | STAYC『STEREOTYPE』                                                    |      | YouTube  |
| 2    | ドーパミン     | イ・ムジン『Traffic Light』                                            | 〇   | YouTube  |
| 3    | ニモ           | キム・セジョン『Flower Way』                                           | 〇   | YouTube  |
| 3    | ラスカル       | キム・セジョン『Flower Way』                                           |      | YouTube  |
| 4    | ジュエル       | JANNABI『ためらう恋人たちのために』 IVE『LOVE DIVE』                   |      | YouTube  |
| 4    | ひきこもり     | キム・アジュン『Maria』                                                | 〇   | YouTube  |
| 5    | 黒まめ         | チャン・ユンジョン『Blinded by Love』                                  |      | YouTube  |
| 5    | たあこ         | IU『Rain Drop』 『牛乳ソング』 イ・ヒョリ『U-Go-Girl』                 | 〇   | YouTube  |
| 6    | バリム         | ソンミ『Heart Burn』 Nucksal『Nuckle Flow』                            | 〇   | YouTube  |
| 6    | カカオ姫       | ジョイ『Hello』                                                        |      | YouTube  |
| 7    | ももか         | レニモニー『Twinkle(SofyRuby opening)』                                |      | YouTube  |
| 7    | リエン         | SURAN『WINE』 (G)I-DLE『TOMBOY』                                       | 〇   | YouTube  |
| 8    | ガオ           | パク・キヨン『Beginning』 OH MY GIRL BANHANA『バナナが食べれないサル』 | 〇   | YouTube  |
| 8    | エニコール     | Heize『The Last』                                                      |      | YouTube  |
| 9    | キキ           | Harvio『I'm a Dynamite』                                               |      | YouTube  |
| 9    | キャサリン     | Bonkers Beat Club『Schhh』                                             | 〇   | YouTube  |
| 10   | チア           | イ・ハイ『Red Lipstick』                                               | 〇   | YouTube  |
| 10   | キム・セレナ   | ユンナ『Event Horizon』                                                |      | YouTube  |
| 11   | チョン・ホラン | ヤン・スギョン『愛は窓の外の雨みたい』                                 |      | YouTube  |
| 11   | ぷわにゃん     | KiTak『Tired of Love』                                                 | 〇   | YouTube  |
| 12   | ハイル         | Brown Eyed Girls『Abracadabra』                                        |      | YouTube  |
| 12   | ルビー         | リナ・パーク『ごめんね』 ペク・イェリン『Square(2017)』                | 〇   | YouTube  |
| 13   | ウォッチ       | MeloMance『Love,Maybe』                                                |      | YouTube  |
| 13   | ニケナ         | TASHA『Memories…』                                                     | 〇   | YouTube  |
| 14   | セラ           | キム・ゴンモ『The Moon of Seoul』 MAMAMOO『Piano Man』                 | 〇   | YouTube  |
| 14   | ファウィザー   | Lyn『愛したじゃない』                                                  |      | YouTube  |
| 15   | チャドド       | SeeYa『Love Greeting』                                                 |      | YouTube  |
| 15   | モツ番長       | (G)I-DLE『MY BAG』                                                     | 〇   | YouTube  |

### 敗者復活戦
太字は本戦進出
| ラウンド | メンバー                                     | 楽曲                        | 結果 | 1位    |
| -------- | -------------------------------------------- | --------------------------- | ---- | ------ |
| A        | ラスカル、カカオ姫、ももか                   | (G)I-DLE『LATATA』          |      | 黒まめ |
| A        | 黒まめ、ジュエル、チョン・ホラン             | ORANGE CARAMEL『Catallena』 | 〇   | 黒まめ |
| B        | ウォッチ、チェリー、キキ、ハイル             | Girl's Day『Darling』       |      | ジャル |
| B        | キム・セレナ、ジャル、チャドド、ファウィザー | ベン『熱愛中』              | 〇   | ジャル |

### 少女大戦
オンライン投票数を加算する前の順位
| 順位 | チーム       | メンバー                                    | 楽曲              | 公式動画 |
| ---- | ------------ | ------------------------------------------- | ----------------- | -------- |
| 1    | キミテ       | ドーパミン、ぷわにゃん たあこ、ローズ、ガオ | Gee（少女時代）   | YouTube  |
| 2    | アベンアス   | セラ、キム・セレナ リエン、ひきこもり       | You&I（IU）       | YouTube  |
| 3    | 小娘クラブ   | モツ番長、キャサリン チア、ジャル、ニケナ   | ELEVEN（IVE）     | YouTube  |
| 4    | 生来バービー | ルビー、ニモ 黒まめ、バリム                 | White（Fin.K.L.） | YouTube  |

### 運命の時間
| チーム | メンバー                                      | 楽曲                          | 公式動画 |
| ------ | --------------------------------------------- | ----------------------------- | -------- |
| 時間   | ひきこもり、キム・セレナ ガオ、リエン、たあこ | 時間は私を乗せ あなたへと運ぶ | YouTube  |
| 運命   | ルビー、セラ、ローズ ジャル、黒まめ           | 運命のように                  | YouTube  |

## ディスコグラフィ
| タイトル            | 歌手       | 公式動画 |
| ------------------- | ---------- | -------- |
| I Promise           | 少女V 30人 | YouTube  |
| CHO                 | Feverse    | YouTube  |
| CHO -Japanese ver.- | Feverse    | YouTube  |